# Alfredo Prada
Alfredo Prada Presa est un homme politique espagnol membre du Parti populaire (PP), né le 28 août 1959 à León.
Il est sénateur de la circonscription de León entre 1993 et 2003, puis deuxième vice-président et conseiller à la Justice du gouvernement de la communauté de Madrid. Il est ensuite député de León au Congrès des députés de 2011 à 2016.